# Calimesa
Calimesa és una població dels Estats Units a l'estat de Califòrnia. Segons el cens del 2000 tenia 7.139 habitants.

## Demografia
Segons el cens del 2000, Calimesa tenia 7.139 habitants, 2.982 habitatges, i 2.006 famílies. La densitat de població era de 176,9 habitants/km².
Dels 2.982 habitatges en un 24,2% hi vivien nens de menys de 18 anys, en un 54,3% hi vivien parelles casades, en un 9,2% dones solteres, i en un 32,7% no eren unitats familiars. En el 28,1% dels habitatges hi vivien persones soles el 16,8% de les quals corresponia a persones de 65 anys o més que vivien soles. El nombre mitjà de persones vivint en cada habitatge era de 2,36 i el nombre mitjà de persones que vivien en cada família era de 2,87.
Per edats la població es repartia de la següent manera: un 21,8% tenia menys de 18 anys, un 6,2% entre 18 i 24, un 23% entre 25 i 44, un 23% de 45 a 60 i un 26% 65 anys o més.
L'edat mediana era de 44 anys. Per cada 100 dones de 18 o més anys hi havia 84,8 homes.
La renda mediana per habitatge era de 37.849 $ i la renda mediana per família de 43.220 $. Els homes tenien una renda mediana de 41.533 $ mentre que les dones 27.232 $. La renda per capita de la població era de 20.242 $. Entorn del 8,4% de les famílies i el 12,2% de la població estaven per davall del llindar de pobresa.

## Poblacions més properes
El següent diagrama mostra les poblacions més properes.